# 斯科特吧 (加利福尼亞州)
斯科特吧（英語：Scott Bar）是位於美國加利福尼亞州錫斯基尤縣的一個非建制地區。該地的面積和人口皆未知。

## 地理
斯科特吧的座標為41°44′30″N 123°00′15″W / 41.74167°N 123.00417°W，而該地的平均海拔高度為527米（即1729英尺）。